# František Xaver z Auerspergu
František Xaver Jan hrabě z Auerspergu (německy Franz Xaver Johann Sarkander Alois Graf von Auersperg; 19. ledna 1749 Vídeň – 8. ledna 1808 Přemyšl) byl rakouský šlechtic a generál císařské armády. Vynikl účastí v napoleonských válkách a nakonec dosáhl hodnosti polního podmaršála (1807). Mimo jiné byl majitelem několika panství na Moravě a v Čechách (Černá Hora, Maleč).

## Životopis
Pocházel ze šlechtického rodu Auerspergů, narodil se jako nejmladší syn císařského nejvyššího komořího knížete Jindřicha Josefa z Auerspergu (1696–1783) a jeho druhé manželky Marie Františky, rozené hraběnky Trautsonové (1708–1761). 
Do armády vstoupil v roce 1768, krátce poté byl jmenován císařským komořím. Zúčastnil se války o bavorské dědictví, později se vyznamenal v bojích proti Turkům (1789). Během válek s revoluční Francií byl povýšen na podplukovníka (1793) a plukovníka (1796). Vyznamenal se v bitvě u Mondovi (1796), v Itálii operoval i v následujících letech pod velením generála Melase. Znovu se vyznamenal v bitvě u Novi (1799) a téhož roku byl povýšen na generálmajora. V návaznosti na své starší zásluhy získal v roce 1802 Vojenský řád Marie Terezie. O rok později se stal majitelem pěšího pluku č. 37 a velícím generálem v Košicích. Nakonec v dubnu 1807 dosáhl hodnosti polního podmaršála a o půl roku později zemřel v haličské pevnosti Přemyšl.

## Majetkové a rodinné poměry

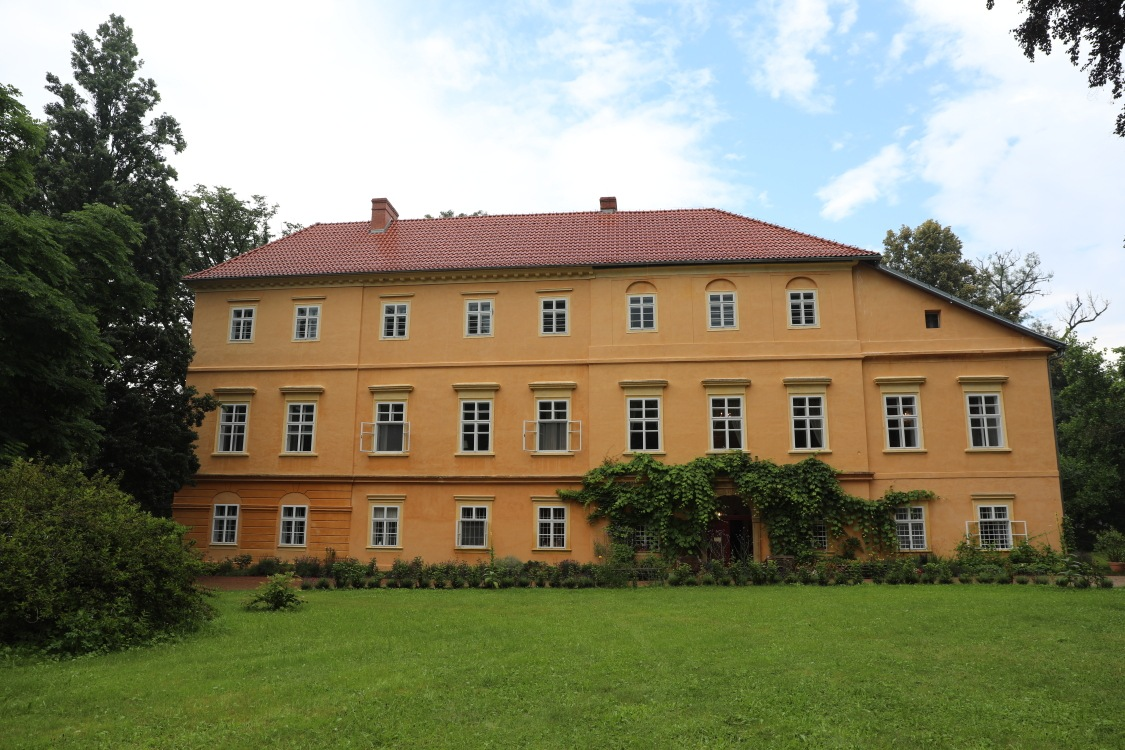
Zámek Maleč, majetek Františka Xavera Auersperga

Z otcova velkého dědictví převzal jako nejmladší syn jen menší podíl, spolu se starším bratrem Františkem Janem (1741–1795) sdílel společné vlastnictví panství Černá Hora na jižní Moravě. František Jan sloužil také v armádě a zemřel v hodnosti generálmajora. Na Černé Hoře poté vládly složité majetkové poměry, protože František Jan přepsal svůj podíl na manželku Vincencii, rozenou von Rechbach. Ta se krátce poté znovu provdala a od roku 1796 byl podílníkem na černohorském panství její druhý manžel Franz von Schluga. František Xaver získal v roce 1805 od svého synovce Karla panství Maleč ve východních Čechách.

### Manželství a potomstvo
V roce 1803 se oženil s hraběnkou Marií Alžbětou Kounicovou (1777–1838) z české větve starého rodu Kouniců, která byla již vdovou po hraběti Václavovi Lažanském z Bukové. Marie Alžběta se v roce 1803 stala dámou Řádu hvězdového kříže, později také c. k. palácovou dámou. Z manželství se narodily dvě děti:
- 1. František Xaver Adolf (9. 2. 1804 Vídeň – 6. 8. 1873 Linec), manž. 1828 baronka Marie Terezie Scheiblerová (12. 8. 1814 Praha – 7. 3. 1879 Teplice)[12]
- 2. Marie Eleonora (27. 3. 1806 Praha – 23. 12. 1872 tamtéž), manž. 1827 baron Jan Nepomuk de Fin (3. 10. 1800 – 15. 4. 1887)[12]

Syn František Xaver realizoval empírovou přestavbu malečského zámku, nakonec ale celý velkostatek prodal významnému českému politikovi F. L. Riegrovi (1862).